# Groenlandia (planta)
Groenlandia es un género monotípico de plantas fanerógamas de la familia Potamogetonaceae. Su única especie, Groenlandia densa (L.) Fourr., Ann. Soc. Linn. Lyon, n.s., 17: 169 (1869), es originaria de Europa, región del Mediterráneo hasta Irán.

## Descripción
Es una planta acuática de agua dulce, totalmente sumergida y enraizada en el suelo. Tiene los tallos cilíndricos, las hojas son opuestas, lanceoladas, sentadas, las de la zona apical dispuestas de forma muy densa. Las flores son tetrámeras, forma una espiga fructífera subglobular con carpelos ovoides de pico corto. 

## Distribución y hábitat
Se distribuye por Europa, y la región del Mediterráneo hasta Irán. Se encuentra en aguas lentas, acequias, estanques, ríos etc. 

## Sinonimia
- Bellevalia Delile ex Endl., Gen. Pl.: 231 (1836), nom. illeg.[2]
- Potamogeton densus L., Sp. Pl.: 126 (1753).
- Buccaferrea densa (L.) Bubani, Fl. Pyren. 4: 14 (1901).
- Potamogeton serratus L., Sp. Pl.: 126 (1753).
- Potamogeton setaceus L., Sp. Pl.: 127 (1753).
- Potamogeton pauciflorus Lam., Fl. Franç. 3: 209 (1779).
- Potamogeton oppositifolius DC. in A.P.de Candolle & J.B.A.de Lamarck, Syn. Pl. Fl. Gall. 3: 186 (1806).
- Potamogeton exstipulatus Muhl., Cat. Pl. Amer. Sept.: 18 (1813).
- Potamogeton densus var. serratus (L.) Nyman, Consp. Fl. Eur.: 683 (1882).
- Potamogeton densus var. setaceus (L.) Nyman, Consp. Fl. Eur.: 683 (1882).
- Potamogeton densus subsp. serratus (L.) K.Richt., Pl. Eur. 1: 16 (1890).
- Potamogeton densus subsp. setaceus (L.) K.Richt., Pl. Eur. 1: 16 (1890).